# دلال عريقات
دلال صائب محمد عريقات (وُلدت في القدس في 17 مايو 1982) هي باحثة فلسطينية في مجالات الدبلوماسية وبناء الدولة، وأستاذ مشارك في الجامعة العربية الأمريكية في فلسطين. شغلت أيضًا منصب نائب الرئيس للعلاقات الدولية في الجامعة العربية الأمريكية (فلسطين) وهي كاتبة عمود صحفي أسبوعي في جريدة القدس منذ عام 2016. وهي عضو مؤسس لشبكة وسيطات الشرق الأوسط، وهي الرئيس المؤسس لشبكة سيدات الاعمال والمهنيات فرع فلسطين للاتحاد الفيدرالي الدولي للمرأة. وهي عضو مجلس إدارة باديكو القابضة 2023، وشغلت منصب مستشارة كبيرة في الاتصالات الاستراتيجية في مكتب رئيس الوزراء. دلال عريقات هي أول فلسطينية من خارج عالم الاعمال يتم تسميتها كقائدة عالمية شابة من قبل المنتدى الاقتصادي العالمي في عام 2021.

## نشأتها وتحصليها العلمي
وُلدت يوم 17 مايو 1982 في القدس. تلقت عريقات تعليمها المدرسي في مدارس مدينة أريحا، وحصلت على شهادة الدراسة الثانوية العامة عام 2000. حصلت بعد ذلك على درجة البكالوريوس في عام 2003 بتخصص العلوم السياسية من الجامعة الأردنية. وفي عام 2006 حصلت على درجة الدبلوم في اللغة الفرنسية من جامعة باريس، وحصلت على درجة الماجستير في عام 2004 من جامعة ويستمنستر في تخصص الدراسات دبلوماسية، وفي عام 2011 حصلت على درجة الدكتوراه من جامعة باريس في العلوم السياسية/ إدارة عامة، بمرتبة الشرف العليا.

## أعمالها المنشورة

### الكتب
- Arab Israeli Conflict, Is there a Possibility for a Two States Solution?
- Construire un Etat Palestinien

### مقالات
- Legacy of the British Mandate: Eliminating The Palestinian Right to Self-Determination
- Settler Colonialism as a Reinforcement of Patriarchy: A Focus on Palestine
- Paradiplomacy for Non-recognized States: Case of Palestine. International Relations and Diplomacy
- Building a border-city university in occupied Palestine: Developing a cross-border “resistance economy” in practice
- Nakba Continued
- 75 Years of Ongoing Nakba
- Coercive Diplomacy: Camp David 2000, From Clinton to Trump
- Rubber Bullet Eye Injury During COVID-19 Pandemic and the Situation in Palestine
- Israeli Politics During COVID-19 and the Impact on Palestine, shedding on Annexation
- The “Deal of the Century” from a Palestinian Perspective
- MEPP Mediation in the 21st Century
- Palestinian Nation Branding via Public Diplomacy

### فصول كتاب
- Diplomacy for Democracy in Palestine Post-Oslo: Success or Failure?
- The Double Lockdown: Palestine under Occupation and COVID-19
- Steal of the Century

### أوراق مؤتمر
- Diplomacy in the Perspective of Peace Building: From Coercion to Dictation

### تقارير فنية
- Gaza: The Caged Context
- The One Thing Biden Needs to Know About the Palestinians
- Why Is Israel Dictating America’s Mideast Policy?